# Taharahaus
Ein Taharahaus ist das Gebäude, in dem die Leichenwaschung (Tahara) an verstorbenen Juden vor der Bestattung stattfindet. Es befindet sich auf jüdischen Friedhöfen.

## Geschichte
Das älteste bekannte Taharahaus in Deutschland befindet sich auf dem jüdischen Friedhof in Worms, es wurde 1625 gestiftet und 1956 wiederhergestellt. Ab der Mitte des 19. Jahrhunderts wurden anstatt Taharahäusern nun in Deutschland auf jüdischen Friedhöfen auch Trauerhallen gebaut, die Räume für die Tahara besitzen. Das Leichenhaus in Alsfeld wurde für Juden und Christen gemeinsam, jedoch mit getrennten Räumen, geschaffen.
Die Errichtung eines Taharahauses ist damit zu erklären, dass man befürchtete, der Leichnam könne bei einem langen Weg zum Bestattungsort rituell unrein werden. Taharahäuser finden sich fast ausschließlich auf den Verbandsfriedhöfen im süddeutschen Raum, wo Leichname oft über eine weite Entfernung zum Begräbnisplatz gebracht werden mussten.

## Beschreibung

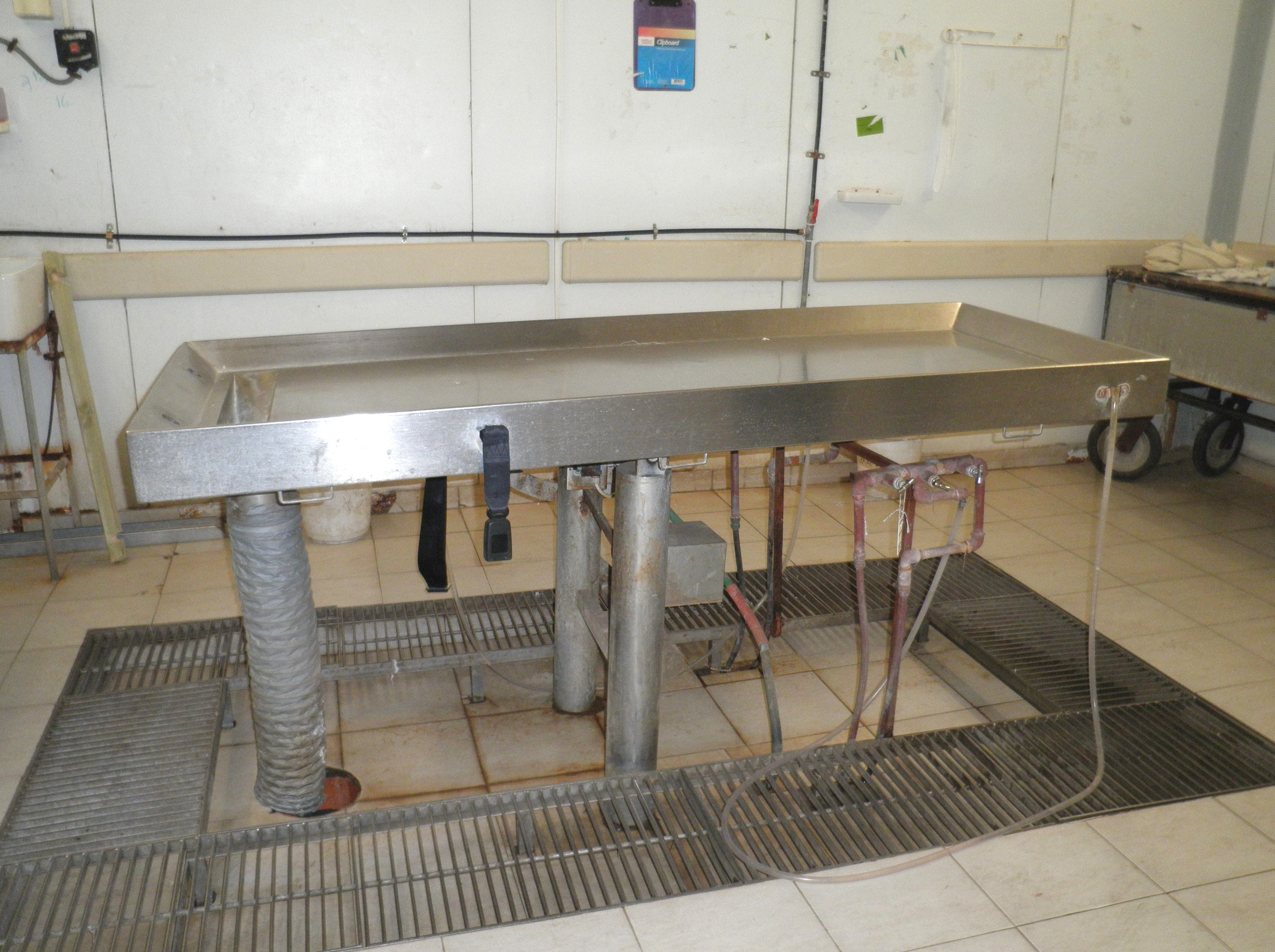
Moderne Wascheinrichtung im Yarkon Cemetery des Großraums Tel Aviv, 2011

Die Taharahäuser sind meist schlichte Bauten und sie weisen eine ähnliche Aufteilung und Ausstattung auf. Im Raum für die Leichenwaschung steht ein Taharatisch, der aus einer rechteckigen Steinplatte auf gemauertem Sockel oder zwei Stützen besteht. Später wurde auch Metall oder Keramik verwendet. Der Tisch ist etwa zwei Meter lang und 70 cm breit. Die Tischplatte weist meistens eine eingetiefte Fläche oder eine Rinne auf. Sie ist am Fußende deutlich geneigt, so dass das Wasser nach der Reinigung dorthin abfließen kann. Im Fußboden des Raumes ist häufig eine Rinne vorhanden, in der das Wasser zu einer Auslassröhre in der Außenwand geleitet wird, damit es im Erdreich außerhalb des Gebäudes versickern kann. Das Wasser für die Leichenwaschung wird aus einem Brunnen geschöpft, der im Gebäude oder in dessen Nähe errichtet wird. Auf einem Ofen wird das Wasser auf die vorgeschriebene Temperatur erwärmt. Das Taharahaus dient häufig auch zur Aufbewahrung einer hölzernen Totenbahre.
Das Taharahaus wird häufig auch mit Wohnräumen für einen Friedhofswärter oder anderen Funktionsräumen kombiniert.

## Beispiele

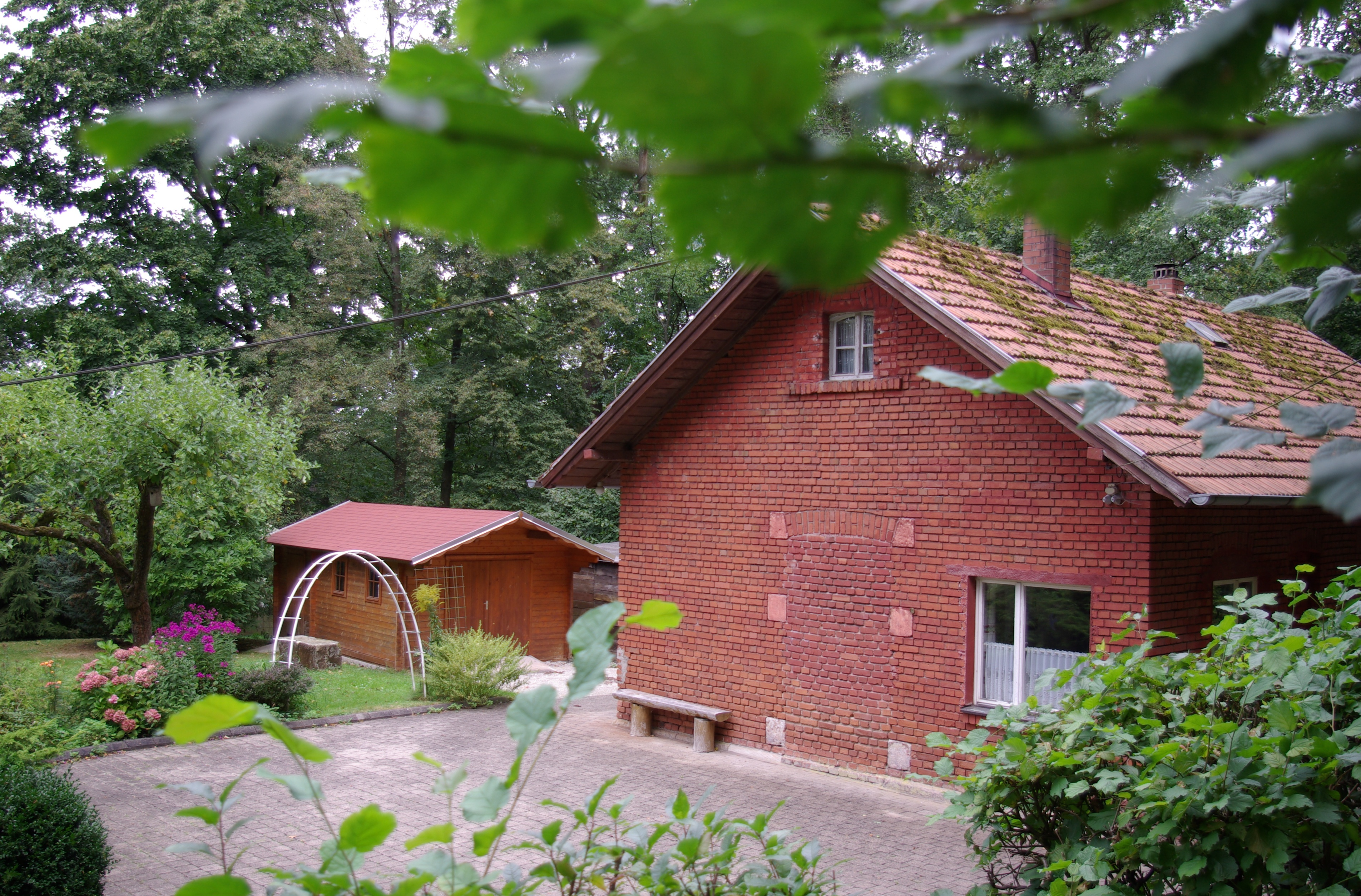
Taharahaus auf dem jüdischen Friedhof Erlangen

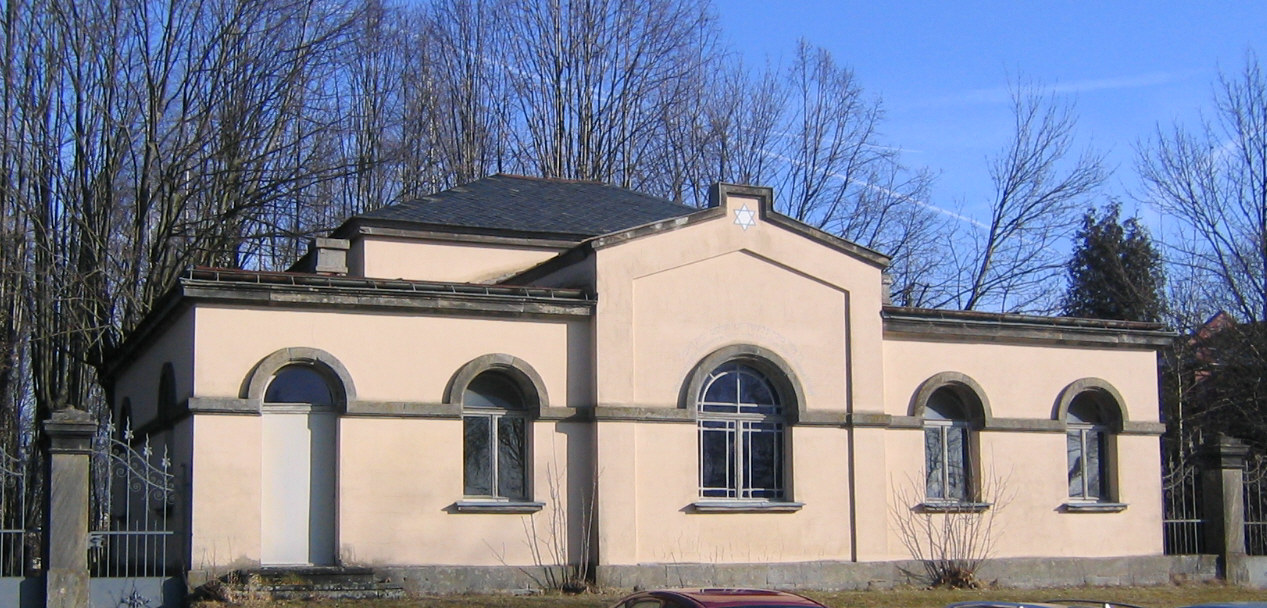
Blick auf das Taharahaus in der Südostecke des jüdischen Friedhofs Bayreuth

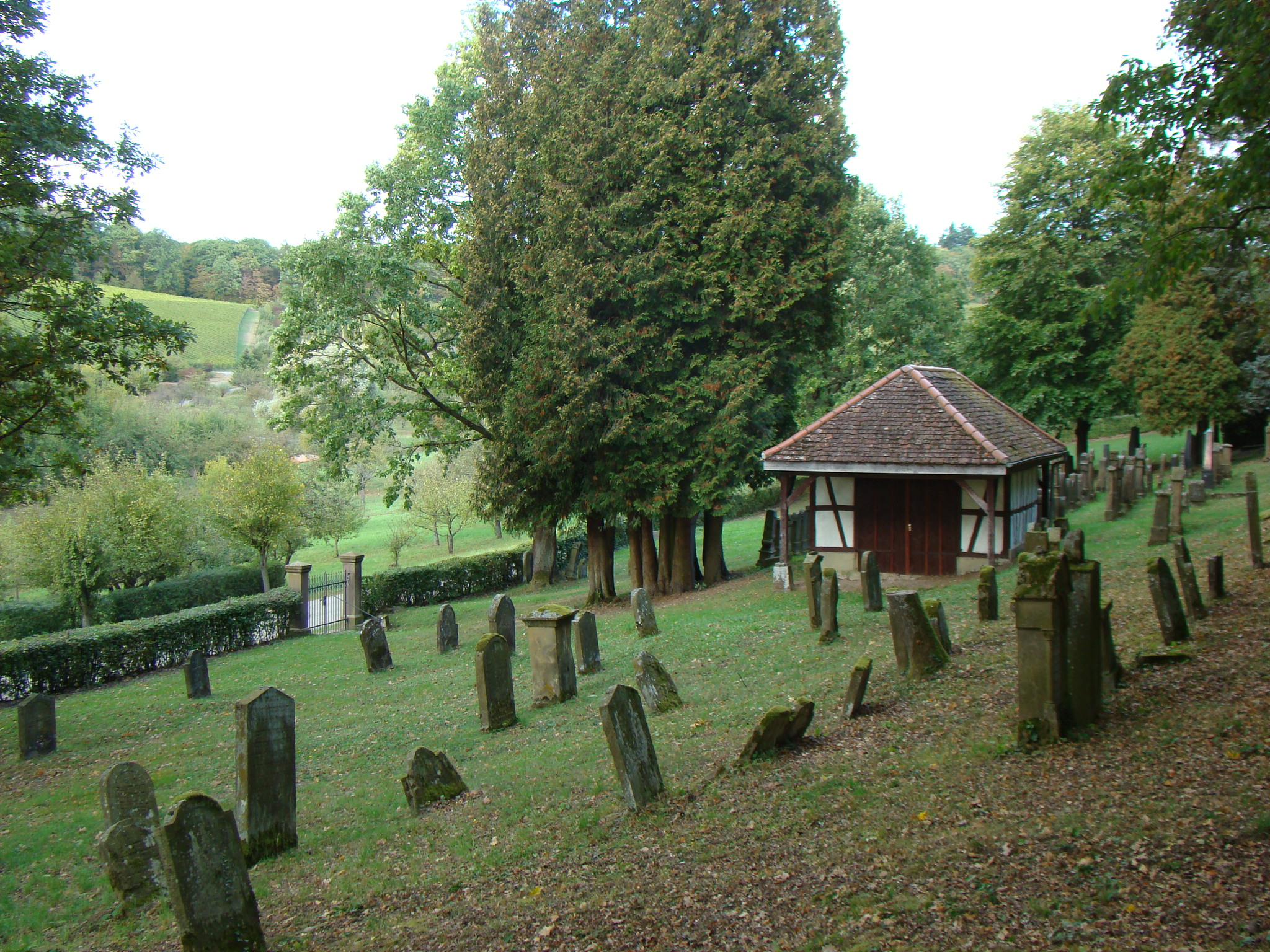
Jüdischer Friedhof Affaltrach mit Taharahaus

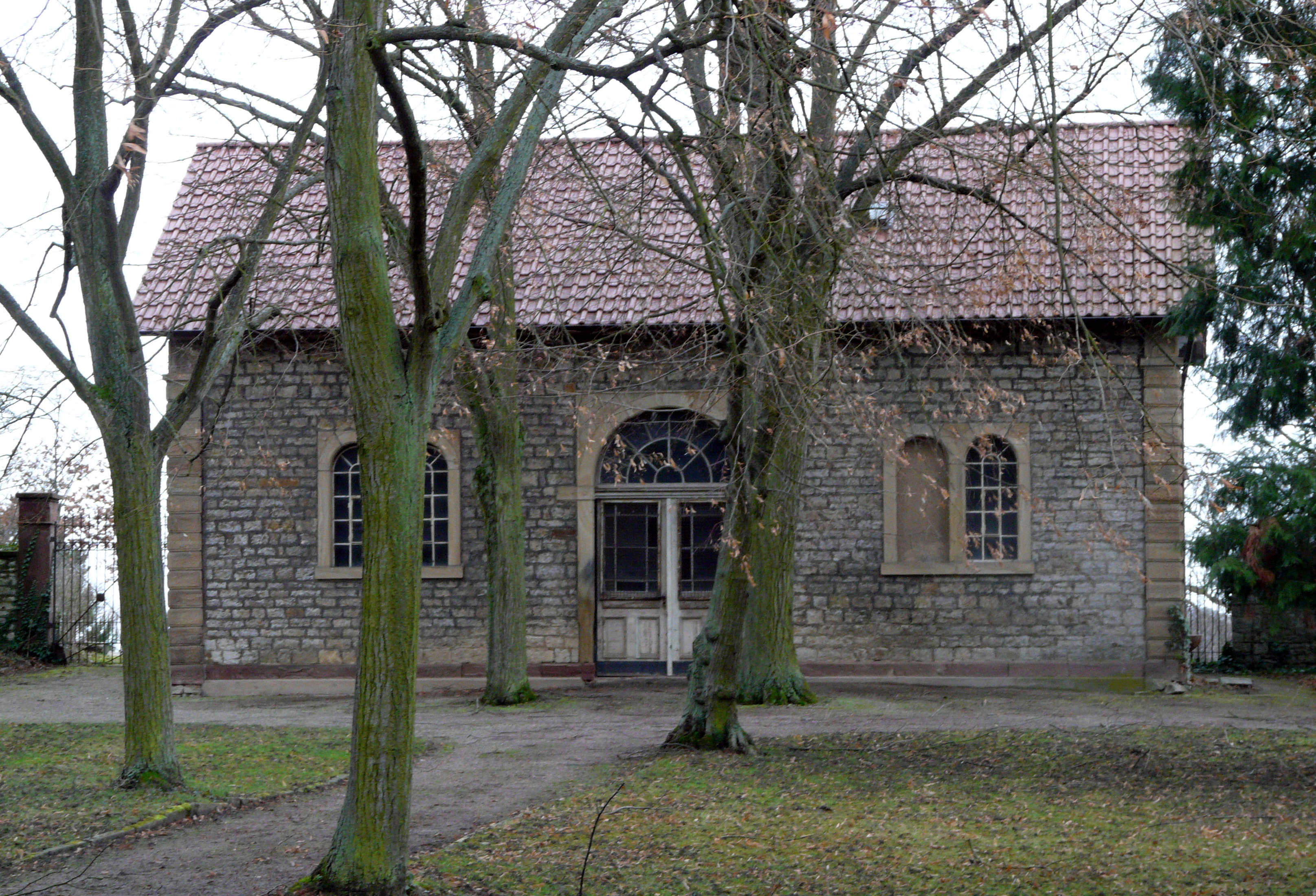
Taharahaus des jüdischen Friedhofs in Bruchsal

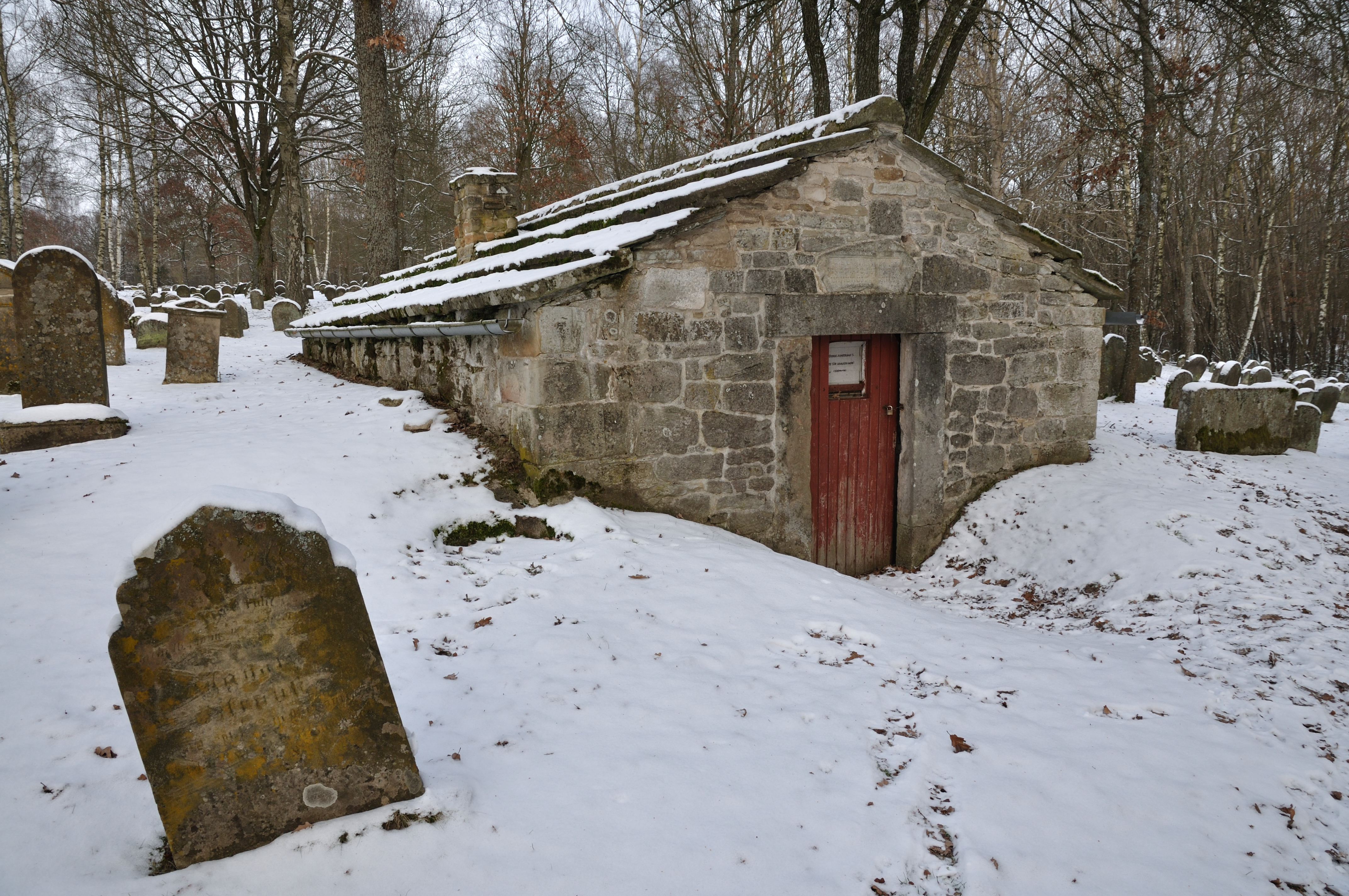
Taharahaus auf dem jüdischen Friedhof Kleinbardorf

- Jüdischer Friedhof Affaltrach (Taharahaus 1926 errichtet)
- Taharahaus (Allenstein), erbaut 1911 bis 1913
- Taharahaus (Allersheim) (Ortsteil von Giebelstadt, 1927/28 erbaut)
- Jüdischer Friedhof Altengronau (Taharahaus 1856 erbaut)
- Jüdischer Friedhof Angermünde
- Taharahaus (Aschbach), erbaut 1887
- Jüdischer Friedhof Augsburg-Kriegshaber (Taharahaus 1724 erbaut)
- Jüdischer Friedhof Bad Ems (Taharahaus 1881 errichtet)
- Taharahaus (Bad Kissingen), erbaut 1891
- Jüdischer Friedhof Bad Neuenahr
- Taharahaus (Bamberg), erbaut 1890 und 1993 bis 1997 renoviert
- Taharahaus (Bayreuth), erbaut um 1870
- Jüdischer Friedhof Berlin-Weißensee
- Jüdischer Friedhof Bödigheim (Taharahaus 1888 erbaut und 1984 renoviert)
- Jüdischer Friedhof Bruchsal
- Taharahaus (Burghaslach), Jüdischer Friedhof Burghaslach
- Jüdischer Friedhof Burgkunstadt
- Jüdischer Friedhof Buttenheim
- Jüdischer Friedhof (Chemnitz) Taharahaus von 1882
- Taharahaus (Diespeck), erbaut 1786 und 1862 renoviert
- Jüdischer Friedhof Dortmund-Wambel
- Jüdischer Friedhof Erlangen
- Jüdischer Friedhof Ermetzhofen (Ende des 18. Jahrhunderts erbaut)
- Jüdischer Friedhof Fischach
- Jüdischer Friedhof Freudental
- Neuer Jüdischer Friedhof Fürth (Trauerhalle 1902 erbaut)
- Jüdischer Friedhof Gailingen
- Jüdischer Friedhof Georgensgmünd: Das renovierte Taharahaus stammt von 1723 und gehört zu den ältesten in Bayern.
- Taharahaus (Gerolzhofen), erbaut 1832
- Jüdischer Friedhof Hainsfarth (Taharahaus 1851 erbaut)
- Jüdischer Friedhof Hechingen (erbaut 1907)
- Bergfriedhof (Heidelberg) (städtischer Friedhof mit jüdischem Teil)
- Jüdischer Friedhof Hürben (Taharahaus 1898 erbaut)
- Jüdischer Friedhof Ichenhausen
- Jüdischer Friedhof Ingolstadt
- Jüdischer Friedhof Karlsruhe (Taharahaus 1895 erbaut)
- Taharahaus (Kleinbardorf) (Taharahaus mit einer Stifterinschrift von 1696/97 über dem Eingang und 1987 renovierter Innenausstattung)
- Taharahaus (Kleinsteinach), Mitte des 18. Jahrhunderts erbaut
- Jüdischer Friedhof Laudenbach (Karlstadt)
- Jüdischer Friedhof Laupheim (Taharahaus 1907 erbaut)
- Taharahaus (Lovosice), in den 1870er Jahren erbaut
- Jüdischer Friedhof Lundenburg (Břeclav), Taharahaus von Franz v. Neumann jr. 1892 errichtet
- Jüdischer Friedhof (Mainz)
- Jüdischer Friedhof Mannheim
- Jüdischer Friedhof Mönchsdeggingen
- Jüdischer Friedhof Mühlhausen (Mittelfranken) (1738)
- Jüdischer Friedhof Muiderberg
- Taharahaus (Neckarsulm) (im Innern ein Ziehbrunnen erhalten)
- Neuer Jüdischer Friedhof Nürnberg
- Jüdischer Friedhof Öhringen (Taharahaus nach 1910 errichtet)
- Taharahaus (Oettingen), 1850/51 erbaut
- Neuer Jüdischer Friedhof Rothenburg ob der Tauber
- Jüdische Zeremonienhalle Prag
- Jüdischer Friedhof Schnaittach (Taharahaus 1897 errichtet)
- Taharahaus (Schwanfeld), in der 2. Hälfte des 18. Jahrhunderts erbaut
- Jüdischer Friedhof Speyer
- Jüdischer Friedhof Trabelsdorf (nur noch Grundmauern und Steintisch vorhanden)
- Jüdischer Friedhof Treuchtlingen (1779 erbaut)
- Jüdischer Friedhof Ullstadt
- Jüdischer Friedhof Walldorf (Taharahaus um 1880 errichtet)
- Taharahaus (Walsdorf), 1742 erbaut (Steintisch vorhanden)
- Taharahaus (Weitersroda) (um 1900 erbaut)
- Jüdische Friedhöfe Wetzlar (Taharahaus auf dem Neuen Jüdischen Friedhof von 1881)
- Jüdischer Friedhof Worms
- Jüdischer Friedhof Wörlitz (um 1787 erbaut)
- Taharahaus (Zeckern), um 1710 erbaut (Taharatisch erhalten)